# Sporadarchis
Sporadarchis é um gênero de mariposa pertencente à família Acrolepiidae.